# Каганов Мойсей Ісакович
Кагано́в Мойсе́й Іса́кович (4 червня 1921, м. Лубни — 31 серпня 2019) — радянський фізик-теоретик, популяризатор науки. Доктор фізико-математичних наук (1958). Професор (1960)

## Біографія
Мойсей Ісакович Каганов народився 4 червня 1921 року в місті Лубни. В середині 1930-х років родина переїхала до Києва, де Мойсей Каганов із відмінними оцінками закінчив загальноосвітню школу. Восени 1939 року Мойсей Каганов поступив на фізико-математичний факультет Харківського університету, але вже у грудні був призваний до лав РСЧА. Служив у Береговій охороні Чорноморського флоту поблизу Туапсе, брав участь у обороні Кавказу протягом німецько-радянської війни, мав бойові нагороди, зокрема, ордени Червоної Зірки та Вітчизняної війни 2-го ступеня. По закінченню війни демобілізувався та 1946 року повернувся до Харківського університету, який і закінчив 1949 року.
Після випуску пішов працювати до Українського фізико-технічного інституту; його керівником був академік І.М. Ліфшиць. У 1954 році став кандидатом наук (тема дисертації «Взаимодействие заряженных частиц с медленными волнами в анизотропных диэлектриках»). Незабаром, 1958 року, захистив докторську дисертацію на тему «Некоторые задачи кинетической теории твердого тела». З 1965 року очолював лабораторію електронних явищ у твердих тілах.
Паралельно з науковою діяльністю в УФТІ, з 1952 року викладав у Харківському університеті, на кафедрі статистичної фізики та термодинаміки, читав курси «Квантова теорія металів» та «Атомна і ядерна фізика». У 1960 року став професором і очолив кафедру.
У 1970 році М. І. Каганов, за пропозицією І. М.  Ліфшиця і П. Л. Капиці, переїхав до Москви та обійняв посаду старшого наукового співробітника теоретичного відділу Інституту фізичних проблем АН СРСР. Як і в Харкові, Мойсей Ісакович починає за сумісництвом викладати у Московському університеті, де очолює кафедру квантової теорії.
У 1994 році вийшов на пенсію та переїхав у США, до міста Белмонт (штат Массачусетс).

## Наукова діяльність
Основними сферами наукових інтересів М. Каганова є фізика твердого тіла, теорія феро- і антиферомагнетизму, електронна теорія металів. Є автором теорії гальваномагнітних явищ в металах, макроскопічної теорії кінетичних явищ у низькотемпературних магнетиках, теорії аномального скін-ефекту в нормальних металах (разом із М. Я. Азбелем і І. М. Ліфшицем), теорії електронного поглинання ультразвуку (разом з О. І.  Ахієзером і Г. Я. Любарським).
Автор більш ніж 200 наукових праць та низки науково-популярних книг із фізики.
Почесний доктор Вроцлавського політехнічного інституту.

### Праці

#### Монографії
- Лифшиц И. М., Азбель М. Я., Каганов М. И. Электронная теория металлов. — М.: Наука, 1971
- Каганов М. И., Эдельман В. С. (ред.). Электроны проводимости. — М.: Наука, 1985
- M. I. Kaganov, V. G. Peschansky. Galvano-magnetic Phenomena Today and Forty Years Ago. — Elsevier, 2002

#### Підручники
- M. I. Kaganov, E. Jäger. Grundlagen der Festkörperphysik. — John Wiley & Sons, 1998

#### Науково-популярна література
- Каганов М. И., Любарский Г. Я. Абстракция в математике и физике. — М.: Физматлит, 2005
- Каганов М. И., Ермолаев А. М. Атомная физика и сегодняшняя картина мира. — М.: Знание, 1971
- Каганов М. И., Лифшиц И. М. Квазичастицы: Идеи и принципы квантовой физики твердого тела. — М.: Наука, 1976 (2-ге видання — 1989 р., також 1979 року видана англійською мовою під назвою «M. I. Kaganov, I. M. Lifshits. Quasiparticles»
- Каганов М. И., Слуцкин А. А. Магнитный пробой. — М.: Знание, 1985
- Каганов М. И. Магноны и плазмоны. — М.: Знание, 1973
- Каганов М. И. Микро… и макро… Методология конкретного знания. Чему учит квантовая теория конденсированного состояния. — М.: Знание, 1986
- Брандт Н. Б., Каганов М. И., Лифшиц И. М. Новый тип фазовых переходов в металлах. // Наука и человечество 1984 / М.: Знание, 1984
- Каганов М. И., Филатов А. П. Поверхность Ферми. Металл открывает тайны. — М.: Знание, 1969
- Каганов М. И., Цукерник В. М. Природа магнетизма. — М.: Наука, 1982 (2-ге видання — 2008 р., 3-тє видання — 2014 р., видавництво URSS)
- Каганов М. И. и др. Школьникам о современной физике. Электромагнетизм. Твердое тело. — М.: Просвещение, 1982
- Каганов М. И. и др. Физика наших дней. — М.: Знание, 1972
- Каганов М. И., Нацик В. Д. Электроны, дислокации, звук. — М.: Знание, 1977
- Каганов М. И. Электроны, фононы, магноны. — М.: Наука, 1979 издана также на польском и на английском: Kaganov, Electrons, Phonons and Magnons, Mir, 1981
- M. Kaganow, Etiudy o fizyce ciała stałego, Wydawnictwo Uniwersytetu Wrocławskiego, 1993